# (6088) Hoshigakubo
(6088) Hoshigakubo (1988 UH) – planetoida z pasa głównego asteroid okrążająca Słońce w ciągu 5,46 lat w średniej odległości 3,1 j.a. Odkryta 18 października 1988 roku.